# Sörtjärnen (Edefors socken, Norrbotten, 735602-173429)
Sörtjärnen är en sjö i Bodens kommun i Norrbotten och ingår i Luleälvens huvudavrinningsområde. Sjön har en area på 0,216 kvadratkilometer och ligger 127 meter över havet.

## Delavrinningsområde
Sörtjärnen ingår i det delavrinningsområde (734481-173742) som SMHI kallar för Ovan Umtjärnbäcken. Medelhöjden är 135 meter över havet och ytan är 51,7 kvadratkilometer. Räknas de 58 avrinningsområdena uppströms in blir den ackumulerade arean 602,51 kvadratkilometer. Flarkån som avvattnar avrinningsområdet har biflödesordning 2, vilket innebär att vattnet flödar genom totalt 2 vattendrag innan det når havet efter 85 kilometer. Avrinningsområdet består mestadels av skog (81 procent) och sankmarker (12 procent). Avrinningsområdet har 0,21 kvadratkilometer vattenytor vilket ger det en sjöprocent på 0,4 procent.